# Biskupska konferencija
Biskupska konferencija je trajna institucija Katoličke Crkve, koja okuplja katoličke biskupe rimskoga ili latinskoga obreda (nazivanih također rimokatolički biskupi), nekoga naroda ili određenoga područja (kako dijela jedne države, tako dviju ili više država zajedno), zbog promicanja bolje kvalitete života i rada Crkve u dotičnome narodu ili na dotičnome području i usklađivanja djelatnosti tamošnjih biskupâ. Biskupi katoličkih istočnih obreda imaju svoje vlastite biskupske sinode ili vijeća hijerarha odnosno biskupska vijeća, kako je propisano Zakonikom kanona istočnih Crkvi  i vlastito pravo svake pojedine samosvojne (sui iuris) Crkve.
Biskupsku konferenciju osniva, ukida ili obnavalja vrhovna crkvena vlast, odnosno Sveta Stolica, pošto je prije čula mišljenje biskupâ, kojih se to tiče. Samim činom osnutka, biskupska konferencija stječe pravnu osobnost.
Biskupska konferencija nije nad biskupima biskupija, samim biskupijama niti je posrednica između biskupa i Svete Stolice.

## Članovi i pravo glasa
Članovi biskupke konferencije su dijecezanski biskupi dotičnoga područja ili naroda i oni koji su u pravu s njima izjednačeni, uključujući i biskupe koadjutore, zatim pomoćni biskupi i drugi naslovni biskupi koji u istome narodu ili na istome području obavljaju neku posebnu zadaću što je im je povjerila Apostolska Stolica ili sama biskupska konferencija.
U biskupsku konferenciju su redovito uključeni i biskupi drugih katoličkih obreda, odnosno samosvojnih (sui iuris) Crkvi dotičnoga naroda ili područja, ako oni nemaju vlastitu biskupsku sinodu ili vijeće hijerarha predviđeno Zakonikom kanona istočnih Crkvi. To se inače uređuje statutom dotične biskupske konferencije u dogovoru sa Svetom Stolicom.
Umirovljeni se biskupi mogu pozvati na zasjedanja sabora, ali tako da imaju samo savjetodavni glas. Oni mogu biti uključeni i u biskupska povjerenstva, vijeća i odbore. 
Papin izaslanik, uključujući i apostolskoga nuncija, nije član biskupske konferencije. Iako je biskup, koji radi u određenome kraju, apostolski nunciji, naime, po samome pravu nisu članovi biskupskih konferencija zemalja u kojima djeluju. Oni u radu sabora biskupskih konferencija sudjeluju kao gosti i imaju točno određena prava i obveze, jednako kao što i biskupske konferencije imaju točno određena prava i obveze prema njima kao papinskim predstavnicima odnosno diplomatskim predstavnicima Svete Stolice.
Svi članovi imaju savjetodavni glas.
Kada se radi o donošenju raznih odredbi, po općemu pravu pravo glasa, odnosno odlučujući glas, imaju uvijek dijecezanski biskupi i oni koji su u pravu s njima izjednačeni, uključujući i biskupe koadjutore, posebno kada se radi o izradbi ili izmjeni statuta. Pomoćni biskupi i ostali naslovni biskupi, koji u dotičnome narodu ili na dotičnome području vrše posebnu zadaću koju im je povjerila Apostolska Stolica ili sama biskupska konferencija imaju odlučujući glas ako je to predviđeno statutom, ali ne i kada se radi o izradbi ili izmjeni statuta. U ovome posljednjem slučaju po općemu pravu imaju samo savjetodavni glas.
Biskupska konferencija može donositi opće odluke koje sve obvezuju samo u slučajevima u kojima to propisuje opće pravo ili kada to odredi Apostolska Stolica posebnim nalogom, bilo na vlastitu pobudu bilo pak na molbu same konferencije. Takve odluke sabor mora donijeti barem s dvije terećine glasova svih koji imaju pravo odlučujućega glasa. Stupaju na snagu pošto ih pregleda Apostolska Stolica i budu zakonito proglašene.

## Ustroj
Biskupska konferencija ima: 
- sabor,
- stalno vijeće[7] i
- glavno tajništvo[8] te
- odgovarajući broj povjerenstava, vijeća, odbora i ustanova povezanih s konferencijom, kako je već određeno statutom i kao odluči sabor.[9]

Glavno tijelo biskupske konferencije je sabor i njemu su podvrgnuta sva ostala njezina tijela, koja nikada i ni u jednom slučaju mogu zamijeniti sabor. Sabor zasjeda barem jedanput godišnje. Točan broj godišnjih skupština određuje statut.
Dok statut konferencije izrađuje i odobrava sabor konferencije, a potvrđuje Sveta Stolica, za statute ili pravilnike pojedinih povjerenstava, vijeća, odbora te ustanova i službi povezanih s konferencijom mjerodavan je isključivo sabor konferencije.
Na čelu konferencije se kao njezini visoki dužnostnici odnosno čelnici nalaze: 
- predsjednik,
- dopredsjednik i
- glavni tajnik.[11]

Službe predsjednika i dopredsjednika mogu se povjeriti isključivo dijecezanskomu biskupu, a služba glavnoga tajnika bilo kojemu biskupu ili svećeniku, prema odredbi statuta i dogovoru sabora.
Članovi povjerenstava mogu biti isključivo biskupi, uključujući i umirovljene, a članovi pak vijeća i odbora mogu biti biskupi, svećenici i vjernici svjetovnjaci, već prema stvarnoj potrebi i koristi.
Ni biskupska konferencija ni njezin predsjednik, odnosno dopredsjednik, »ne mogu djelovati u ime svih biskupa, osim ako svi biskupi i svaki napose za to dadu pristanak«.

## Vanjske poveznice
- Popis biskupskih konferencija u svijetu